# Pineus ghanii
Pineus ghanii är en insektsart. Pineus ghanii ingår i släktet Pineus och familjen barrlöss. Inga underarter finns listade i Catalogue of Life.